# Глушач Єгор Олександрович
Єгор Олександрович Глушач (нар. 21 листопада 2002, Євпаторія, АР Крим, Україна) — український футболіст, півзахисник латвійського клубу «Єлгава».

## Клубна кар'єра

### Початок кар'єри
2015 року займався футболом у запорізькому «Металурзі». 2016 року футболіст перебрався до структури київського «Динамо». У 2019 році футболіст виступав за команду киян U-19 в юнацькому чемпіонаті України, за яку провів 9 матчів та відзначився забитим голом. Взимку 2020 року футболіст намагався потрапити до молодіжної команди київського клубу, проте в серпні 2020 року залишив клуб. У березні 2021 року футболіст почав виступати у клубі «Реал Фарма» у Другій лізі.

### «Зноймо»
У вересні 2021 року футболіст приєднався до чеського клубу «Знаймо» з моравсько-сілезької футбольної ліги. Дебютував за клуб 8 вересня 2021 року в матчі проти клубу «Фрідека-Містека». Дебютним голом за клуб відзначився 19 вересня 2021 року в матчі проти другої команди клубу «Височини». Футболіст одразу ж закріпився в основній команді клубу, провів у сезоні усі свої матчі у стартовому складі. У свій актив записав 5 забитих м'ячів та 2 результативні передачі.

### «Йонава»
У липні 2022 року футболіст перейшов до литовського клубу «Йонава». Дебютував за клуб 23 липня 2022 року в матчі проти клубу «ФА Шяуляя», де футболіст вийшов у стартовому складі та відіграв 80 хвилин. По ходу сезону футболіст став одним із ключових гравців у клубі, проте після завершення чемпіонату посів останнє місце у турнірній таблиці. Результативними діями за клуб не відзначився.

### «Годонін»
У лютому 2023 року перейшов до чеського клубу «Годонін», який виступає у моравсько-сілезькій футбольній лізі. Дебютував за клуб 4 березня 2023 року в матчі проти свого колишнього клубу «Зноймо». Дебютним голом за клуб відзначився 29 квітня 2023 року в матчі проти клубу «Врховина». Футболіст відразу ж закріпився в основній команді чеського клубу, разом з яким закінчив чемпіонат на підсумковому шостому місці, відзначився двома забитими м'ячами.
Новий сезон за клуб розпочав 28 липня 2023 року з матчу Кубка Чехії проти клубу «Батів 1930», вийшов на поле в стартовому складі. Перший матч у чемпіонаті зіграв 5 серпня 2023 апку проти клубу «Тршинця». Першим у сезоні голом відзначився 14 жовтня 2023 року в матчі проти клубу «Старта».

## Кар'єра в збірній
Виступав у юнацьких збірних України (U-16) та (U-17).